# 코리아타운

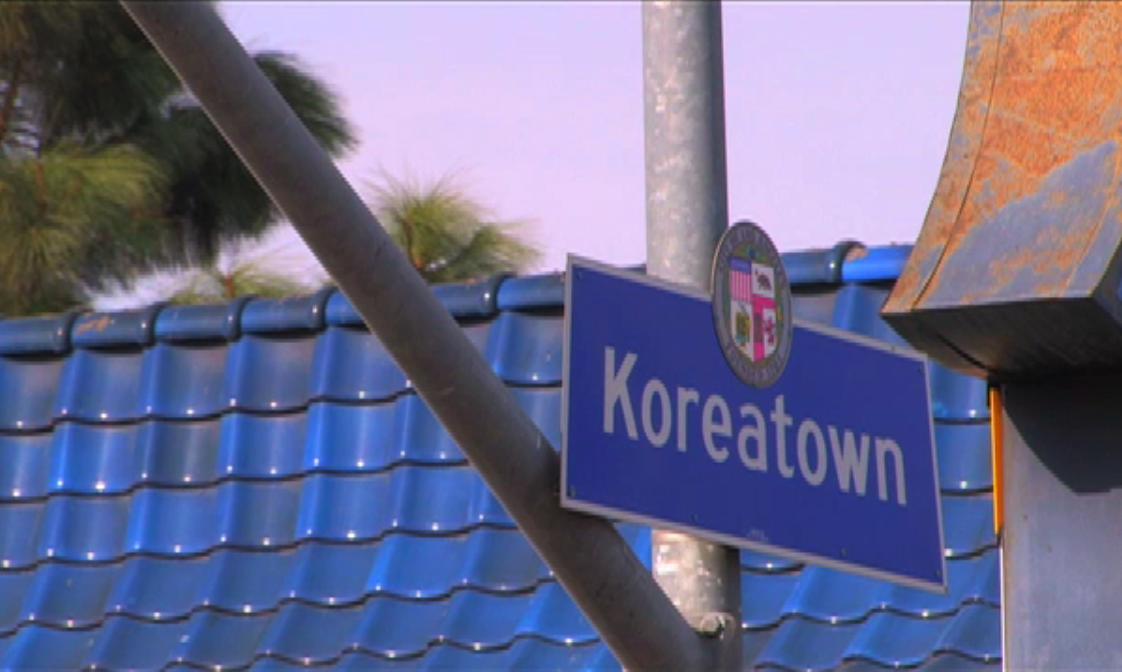
로스앤젤레스 코리아타운의 간판

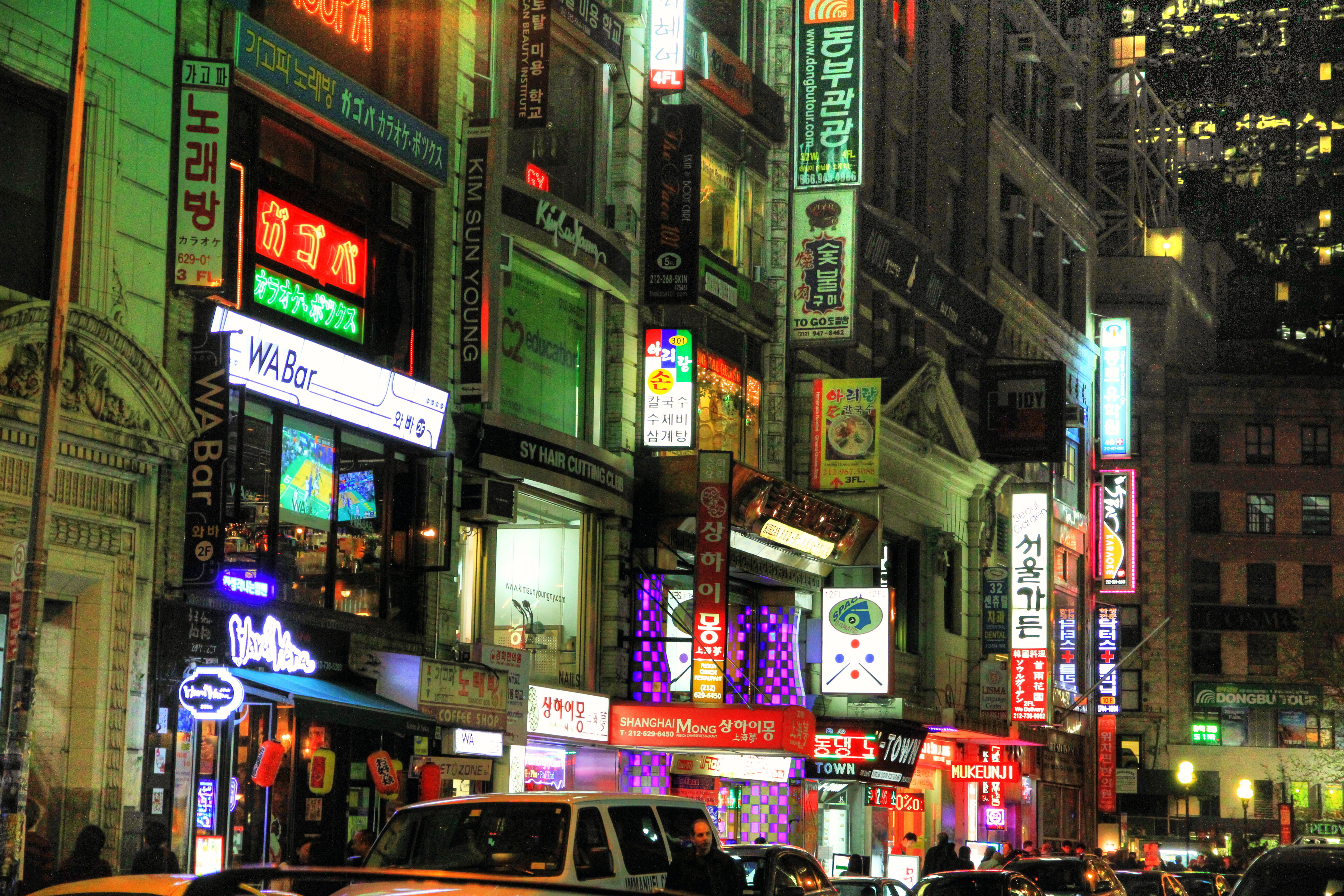
뉴욕 맨해튼 코리아타운 32번가에 위치한 코리아타운이다.

코리아타운(영어: Koreatown) 또는 한인타운(韓人城) 혹은 한인촌(韓人村)은 한국 이외의 국가에 있는 한국인, 한민족 밀집지역 또는 상업지구를 뜻하는 말이다.

## 역사
동아시아 민족 거주지인 코리아타운은 1860년대 중반부터 존재해왔다. 한국은 수세기 동안 영토적으로 안정된 정치체였기 때문이다. 김재은은 이를 “영토, 정치, 인구의 일치가 당연하게 여겨졌다”고 설명한다. 한국으로부터의 대규모 이민은 주로 러시아 극동 지역과 중국 동북 지역으로만 이루어졌다. 이들 이민자들은 200만 명의 중국 한인과 수십만 명의 중앙아시아 한인의 조상이 됐다.
미국, 캐나다 등 서구 국가의 코리아타운은 2008년 로스앤젤레스 코리아타운이 공식 인정을 받은 이후 훨씬 늦게 자리잡게 되었다. 또한 이러한 거주지의 유일한 증거가 한인 상점 클러스터로 존재하는 많은 코리아타운은 공식적으로 승인되지 않았다. 매장 전면에만 한글 간판이 존재한다. 1992년 로스앤젤레스 폭동에서 많은 한국 기업이 표적이 되었는데, 표지판은 폭도들의 표적을 가리키는 역할만 했다. 필라델피아의 코리아타운에서는 반한 감정이 너무 강해서 주민들이 해당 지역에 대한 "공식 인정"에 항의하면서 공식 간판이 종종 파손되었으며, 이로 인해 서방 국가의 많은 코리아타운은 오늘날 많은 차이나타운이 받는 공식적인 지위를 갖지 못하게 되었다. 오늘날 많은 코리아타운은 차이나타운의 도시 환경이 아닌 교외 환경에 존재한다. 그 이유는 많은 한인들이, 특히 서구 국가에서 종종 도시 주거와 관련된 범죄와 교육이 가장 중요하기 때문에 높은 수준의 학교를 두려워하기 때문이다. 이것이 바로 필라델피아 코리아타운이 필라델피아의 올니(Olney) 구역에 있던 원래 위치 대신 펜실베니아 주 첼튼엄(Cheltenham)과 같은 교외 환경에 존재하는 이유이다.

## 동아시아의 코리아타운

### 일본
도쿄 신오쿠보와 오사카 이쿠노 코리아타운이 있다.

### 중국
중화인민공화국과 대한민국이 국교를 수립한 이래, 중국으로 가는 한국인 유학생들 수가 늘고 한국 기업들의 진출도 늘어나면서 코리아타운이 생겼다.
베이징 우다오커우와 차오양구 왕징, 선양 시타(서탑), 칭다오 청양구, 상하이 민항취 홍췐루, 홍콩 침사추이 킴벌리 거리 등에 코리아타운이 있다.

## 동남아시아의 코리아타운
말레이시아 쿠알라룸푸르, 타이 방콕에 코리아타운이 있으며, 싱가포르, 필리핀 마닐라, 베트남 하노이와 호치민, 인도네시아 자카르타 및 땅어랑시 까라와치, 브까시군 찌까랑에 한인이 많이 모여 살고 있다.

## 북미의 코리아타운

### 미국
미국은 한국계 교민이 두 번째로 많이 사는 곳으로, 하와이와 캘리포니아를 시작으로 많이 정착했다.
미국에서 제일 큰 코리아 타운이자 세계에서 제일 큰 코리아 타운은 로스앤젤레스의 코리아타운이다. 1992년에 일어난 로스앤젤레스 폭동에 의해 많은 피해를 입기도 하였다. 흑인 빈민 출신 소녀가 한국 출신 이주민의 상점에서 도둑질한 것으로 오인받아 실랑이가 발생, 상점 주인 두순자는 권총으로 흑인 여성을 살해하면서 흑인 사회의 분노를 촉발시켰던 것이다. 이후 1개월 뒤 미국 연방정부의 사태 중재로 일단락된 바 있다.
뉴욕에는 맨해튼에 코리아타운이 있는데, 미국에 있는 코리아타운 중에서 로스앤젤레스에 이어 두 번째로 큰 규모이다. 또한 퀸스 구역에는 한국인 공동체가 있다.
로스앤젤레스와 뉴욕 말고도 매사추세츠주 보스턴, 펜실베이니아주 필라델피아, 뉴저지주 버겐 카운티, 버지니아주 애난데일, 조지아주 애틀랜타, 일리노이주 시카고, 텍사스주 댈러스, 콜로라도주 덴버, 캘리포니아주 오클랜드에도 코리아타운이 있다.

### 캐나다
한국인이 많이 살고 있는 두 도시 토론토, 밴쿠버에 코리아타운이 있다.

### 멕시코
수도 멕시코시티 소나로사(Zona Rosa)에 페케뇨 세울(Pequeño Seúl, 리틀서울)이라고 불리는 코리아타운이 있다.

## 중남미의 코리아타운
브라질 상파울루, 아르헨티나 부에노스아이레스, 칠레 산티아고에 코리아타운이 있다.

## 오세아니아의 코리아타운
오스트레일리아(호주)의 시드니 코리아타운은 시드니 남부 캠시, 서부 스트라스필드, 북부 이스트우드, 에핑, 채스우드에 있다. 이 중 캠시에 처음 코리아타운이 생겼으며, 스트라스필드가 규모가 가장 크다. 또한 도심 피트 스트리트와 리버풀 스트리트 교차점에도 코리아타운이 있으며, 이 구역에는 각종 한국 음식점과 미용실, 편의점, 카페, 관광상품점, 한국식 중국 음식점 등 다양한 한인 상점들이 밀집해 있다.
뉴질랜드의 최대도시 오클랜드의 근교인 노스쇼어시티에 한인동포들이 많이 살고 있다.

## 유럽의 코리아타운
영국 런던의 뉴몰든 지역에 코리아타운이 있다.

## 같이 보기
- 한국계 미국인
- 저팬타운
- 차이나타운